# Brigitte Berx
Brigitte Berx (heute Brigitte Lanser) ist ein deutsches Fotomodell, Schönheitskönigin und Unternehmerin.

## Leben
Nach ihrer Wahl zur Miss Niederrhein und zur Miss Nordrhein-Westfalen wurde die Geschäftsführerin zweier Boutiquen 1984 im Kasino von Bad Mondorf (Luxemburg) zur Miss Germany gekrönt. Die Wahl wurde im deutschsprachigen TV-Programm von RTL plus übertragen.
Bei der Wahl zur Miss Universe 1984 erreichte sie am 9. Juli in Miami (Florida, USA) das Halbfinale. Danach folgten Auftritte im Deutschen Fernsehen (Stars in der Manege, Verstehen Sie Spaß?). Im November des gleichen Jahres nahm sie in London an der Wahl zur Miss World teil.
Brigitte Berx eröffnete später ihr eigenes Modegeschäft. Sie lebt seit 1990 in Köln.